# ドラリオン
ドラリオン（Dralion）はシルク・ドゥ・ソレイユの移動公演の演目のひとつであり、ドラゴンとライオンを空水火土を表現した作品である。1999年4月22日初演、2015年1月18日アラスカ州アンカレッジにて終演。演出はフランコ・ドラゴーヌが手がけた。
日本ではアーティスト71名で東京原宿国立代々木競技場オリンピックプラザ、仙台あすと長町、大阪南港、名古屋ささしまライブ、福岡箱崎宮外苑のビッグトップで、2007年~2008年公演され149万人動員。

## 主な登場人物
- Azala（空）
- Gaya（地球）
- Océane（水）
- Yao（火）

## 演目
- エアリアル・フープ
- エアリアル・パ・ド・ドゥ
- バレエ・オン・ライト
- バンブー・ボールズ
- ダブル・トラピス
- ドラリオン
- フット・ジャグリング
- フープ・ダイビング
- ジャグリング
- シングル・ハンドバランシング
- スキッピング・ロープ
- トランポリン